# Aeropuerto del condado Anoka-Blaine
El Aeropuerto del condado Anoka-Blaine (OACI: KANE, FAA LID: ANE), también conocido como Janes Field, es un aeropuerto público ubicado en el Condado de Anoka, Minnesota, Estados Unidos. El aeropuerto es propiedad de la Metropolitan Airports Commission, está a 19 km al norte del distrito financiero de Minneapolis. El aeropuerto está localizado en la ciudad de Blaine.
Este aeropuerto está incluido en el National Plan of Integrated Airport Systems que va del año 2011–2015, bajo la categoría de aeropuerto auxiliar.
Por otra parte muchos de los aeropuertos en Estados Unidos usan las mismas tres letras de la FAA y la IATA, este aeropuerto está asignado con las letras ANE por la FAA pero aun no esta designado por la IATA (la cual asigno el código ANE al Aeropuerto de Angers-Loire, en Angers, Francia).

## Instalaciones y aviones
En la ciudad de Anakota–Blaine el aeropuerto cubre un área de 1,900 hectáreas (769 hectáreas) y una elevación de 912 pies (278 m) nivel del mar. Cuenta con dos corredores de asfalto y una superficie de:  5,000 por 100 pies (1,524 x 30 m) y  4,855 por 100 pies (1,480 x 30 m).
La torre federal de control está abierta de 07:00 a 21:00, tiempo local, en los meses de invierno (de octubre a abril) y de 07:00 a 22:00, tiempo local, en los meses de verano (de mayo a septiembre).
Durante el período de los 12 meses, que terminó el 31 de agosto, en  2009, el aeropuerto tenía 195,650  operaciones aéreas, con un promedio de 536 por día: 99% aviación general, 1% taxi aéreo, y menos de un 1% de aviación militar. Al mismo tiempo cuenta con 386 aeronaves, este aeropuerto cuenta con un 82% de aeronaves, el 13% de estas tienen múltiples funciones, el 3% jets y el 2% helicópteros.
El aeropuerto es la sede de dos museos de aviación , el Golden Wings Flying Museum, y el American Wings Air Museum.